# +Ultra
+Ultra(플러스 울트라)는 후지 TV의 일본의 애니메이션 전용 프로그래밍 블록으로, 수요일 밤 24:55~25:25(실질적으로 목요일 오전 12:55~오전 1:25 JST)에 방영된다.

## 역사
이 블록은 2018년 3월 8일에 발표되었으며 같은 해 10월 18일에 첫 번째 애니메이션 라인업인 인그레스: 디 애니메이션(Ingress: The Animation)으로 초연되었다. 후지 TV 프로듀서 아키토시 모리에 따르면 프로그래밍 블록은 그 자체와 매우 유사한 애니메이션 블록의 독특한 비전이기 때문에 이미 확립된 노이타미나 블록의 일종의 형제이다. 아키토시는 발표에서 애니메이션이 스트리밍 서비스를 통해 전 세계적으로 공유되는 시청 매체의 다양화로 인해 블록이 만들어졌다고 언급했는데, 이것이 바로 고품질 애니메이션을 통해 해외에 애니메이션 문화를 전파한다는 개념을 바탕으로 블록이 만들어진 이유이다.

## 애니메이션 시리즈
- INGRESS THE ANIMATION
- 리비전즈
- 캐롤 & 튜즈데이
- BEASTARS (1기)
- 공정 드래곤즈
- BNA: Brand New Animal
- 그레이트 프리텐더
- BEASTARS (2기)
- 세스타스 -The Roman Fighter-
- NIGHT HEAD 2041
- 마브러브 얼터너티브
- 헤이케모노가타리
- 에스타브 라이프 그레이트 이스케이프
- 마브러브 얼터너티브 (2기)
- 대설해의 카이나
- 언데드 걸 머더 파르스
- 카미에라비 (1기)
- 메탈릭 루쥬
- 싸움독학
- 카미에라비 (2기)
- 허니 레몬 소다

## 영화
- 대설해의 카이나
- 에스터블라이프